# Rhopalione pelseneeri
Rhopalione pelseneeri är en kräftdjursart som beskrevs av Perez1920. Rhopalione pelseneeri ingår i släktet Rhopalione och familjen Bopyridae. Inga underarter finns listade i Catalogue of Life.